# Cuphea micrantha
Cuphea micrantha är en fackelblomsväxtart som beskrevs av Carl Sigismund Kunth. Cuphea micrantha ingår i släktet blossblommor, och familjen fackelblomsväxter. Inga underarter finns listade i Catalogue of Life.